# Музички састав
Музички састав је скуп музичара, звучних ствараоца. Постоји више врста музичких састава, а разликују се по извођењу, саставу, музичком правцу итд.
По начину и врсти извођења музички састави могу бити:
1. ауторски — изводе углавном своја ауторска дела;
2. трибјут или ковер — изводе дела других (славних) аутора;
3. пратећи састави — свирају песме извођача који их унајми.